# 清水翔太
清水翔太（1989年2月27日—）是出身於日本大阪府的R&B歌手、唱作人。屬於日本新力音樂旗下。
2008年2月正式出道。曾於美國紐約市的阿波羅歌劇院演唱。

## 經歷
因為祖母經營卡拉OK，三歲開始在卡拉OK唱歌。
畢業後，在大阪的音楽学校「CALESS大阪校」學習福音音樂。此時，因為愛上了靈魂樂，開始了作詞、作曲和編曲。
2006年7月參加讀賣電視台和日本新力音樂的全國主音選秀，進入總決賽。之後和日本新力音樂簽約，正式出道。
2017年9月9日，初次在海外舉辦演唱會，FLY演唱會最終場在台灣。

## 音樂活動

### 出道前
小學時期開始在大阪的CALESS　Vocal & Dance School學習福音音樂。
出道之前以團體SUGER（EPIC RECORDS JAPAN）之成員身分活動。
以客串身分參加童子-T在2007年7月發售的楽曲「ONE LOVE」。並和他一起作詞。同年9月，和加藤Miliyah一起參與席琳·狄翁的大碟『Tribute To Celine Dion』中名為「I'M YOUR ANGEL」的樂曲。
同年11月，美國紐約市阿波羅歌劇院的「Amateur Nights」中，以第一位生於平成年代的日本人身分出場，當地報紙形容他為「100萬人裡只有1人的天才」「將會成為日本最轟動的歌手」。

### 2008年: Umbrella
2008年2月正式出道。由日本新力音樂發行出道作品《HOME》。此曲在Oricon每週CD單曲銷量榜上，最高獲得第5位，這是歷代10至19歲男性創作歌手中最高位的紀錄。
4月時，於Lyfe Jennings的新專輯『Lyfe Change』日本版內收錄的樂曲「Midnight Train」和他合唱。6月，發售新單曲「Aishiteru（I Love You）」，此曲在Oricon每週CD單曲銷量榜上，最高獲得第6位。9月，發售第3首單曲「Diggin'On U」，但沒有發售實體，只限定電腦或手機下載。10月，發表了11月發售的初次音樂專輯『Umbrella』的單曲「My Treasure」。

### 2010年:Journey
入行兩年的創作男歌手清水翔太，3月3日發行的第二張個人大碟《Journey》，碟中收錄跟加藤ミリヤ合唱的《FOREVER LOVE》及其他大熱作品，唱片上市一周便累積五萬多張銷售量，成功登上Oricon大碟榜冠軍，是繼其首張大碟《Umbrella》後再取得驕人成績，他更是第一個榮登Oricon大碟榜冠軍的平成元年（即1989年）出生的創作男歌手!

### 2012年:Naturally
回到对音乐热爱的初衷，对音乐的爱浑然天成。不分东洋西洋音乐，只要爱好音乐的人一定会喜欢这张清水翔太的全新创作专辑《浑然天成》。收录把括畅销单曲《Love》《冬が終わる前に》《マダオワラナイ》以及与小田和正对唱单曲《君さえいれば》加上全新创作全部12首，带点爵士蓝调及R&B的这张专辑，让人褪去所有流行音乐的色素包装，回归到最原始对音乐的感动，重新体验人与音乐之间如此浑然天成的魅力。

### 2014年:Encore
搭配了岩井俊二劇本的日劇【迷一般的轉校生】片尾曲「DREAM」在日本引起話題，創作歌手清水翔太趁勝推出睽違近兩年的全新創作專輯『ENCORE』！
不論是上張專輯『渾然天成』或是翻唱專輯『醇金歲月』都讓人見識到清水翔太在音樂上的多樣性，此次的新專輯『ENCORE』更讓人能夠見證到清水翔太音樂上的成長。

## 作品集

### 單曲
- HOME（2008年2月20日）
- 「アイシテル」（2008年6月4日）
- Diggin' On U（2008年9月10日）（沒有發售實體，限定電腦/手機下載）
- My Treasure（2008年10月22日）（未壓台）
- 美しき日々よ/さよならはいつも側に（2009年7月15日）
- 君が好き（2009年12月9日）
- Forever Love / 清水翔太×加藤ミリヤ（2010年2月3日）
- Stay feat（2010年4月7日）
- Goodbye（2010年7月7日）
- Summer Time（2010年8月31日）
- 君が暮らす街（2010年10月20日）
- YOU & I（2011年1月26日）
- love（2011年6月29日）
- BELIEVE / 清水翔太×加藤ミリヤ（2011年7月13日）
- 冬が終わる前に（2011年12月21日）
- 366日（2012年9月12日）
- LOVE STORY / 清水翔太×加藤ミリヤ（2013年4月17日）
- Dream (2014年1月29日)
- SNOW SMILE (2014年11月12日)
- I miss you -refrain- (2015年1月21日)
- BYE×BYE  (2015年7月22日)
- 花束のかわりにメロディーを  (2015年10月28日)
- Damage    (2016年2月17日)
- My Boo   (2016年10月5日)
- FIRE   (2017年2月21日)
- Good Life (2018年1月24日）
- Friday  (2018年5月16日）
- Sorry   (2019年6月26日)
- Breathe Again   (2019年8月21日)

### 專輯
- Umbrella （2008年11月26日）
- Journey （2010年3月3日）
- Colors （2011年3月9日）
- Naturally （2012年3月21日）
- Melody (2012年11月28日)
- Encore (2014年3月12日)
- THE BEST （2014年4月2日）
- ALL SINGLES BEST（2015年2月25日）
- PROUD（2016年3月30日）
- FLY（2017年6月28日）
- WHITE (2018年6月27日）

### 参加作品
- ONE LOVE feat. 清水翔太 / 童子-T（2007年）
- I'M YOUR ANGEL / 加藤ミリヤ×清水翔太（2007年）
- Midnight Train / Lyfe Jennings（2008年）
- Love Forever / 加藤ミリヤ×清水翔太（2009年）
- おやすみのキスを~Good Night My Love~ / Double & 清水翔太（2009年11月11日）
- Family feat.KEN THE 390,SHUN&COMA-CHI （2009年12月9日）
- スマイル feat.清水翔太（2009年12月16日）

## 外部連結
- 清水翔太 Official Web Site （页面存档备份，存于） （日語）
- Sony Music Online Japan 清水翔太 （页面存档备份，存于） （日語）
- 清水翔太 Fansite （日語）
- 清水翔太的X（前Twitter）（日語）